# Benthenchelys indicus
Benthenchelys indicus är en fiskart som beskrevs av Castle 1972. Benthenchelys indicus ingår i släktet Benthenchelys och familjen Ophichthidae. Inga underarter finns listade.